# Bhakti Yoga
Nella scuola di pensiero induista del Vedānta, il Bhakti Yoga (dal sanscrito Bhakti - devozione/amore, e Yoga - unione) è la via della devozione verso la liberazione dal ciclo delle rinascite.
Bhakti yoga è appunto la via della Bhakti, è la relazione con Dio attraverso un intenso amore e profonda devozione. Questo Yoga tra tutti è il più semplice e diretto, e si rivolge a tutti gli esseri umani proprio per la sua facilità di messa in pratica, dato che non richiede spiccate capacità intellettive o abilità particolari. Il Bhakti Yoga non è altro che intenso amore per Dio: poiché Egli è la personificazione dell'amore, la via più facile per raggiungerLo è amarLo. Qui si parla di un amore trascendentale, infatti Dio non può essere realizzato con un amore così ardente e assorbente come la passione coniugale; l'amore devozionale deve essere sviluppato progressivamente.
Secondo il Bhakti Yoga, la persona che ama Dio non ha né bisogni, né afflizioni; non odia né gli esseri, né gli oggetti; non ha alcun piacere negli oggetti dei sensi e riconosce la parte di Dio localizzata in tutti gli esseri. poiché l'estasi che deriva dalla relazione con Dio (Samādhi) nell'amore è la cosa più inebriante in assoluto, colui che (anche una sola volta) ha fatto l'esperienza di questo amore non vedrà altro che questo, non ascolterà, né parlerà più che di questo, poiché penserà costantemente soltanto a questo amore.

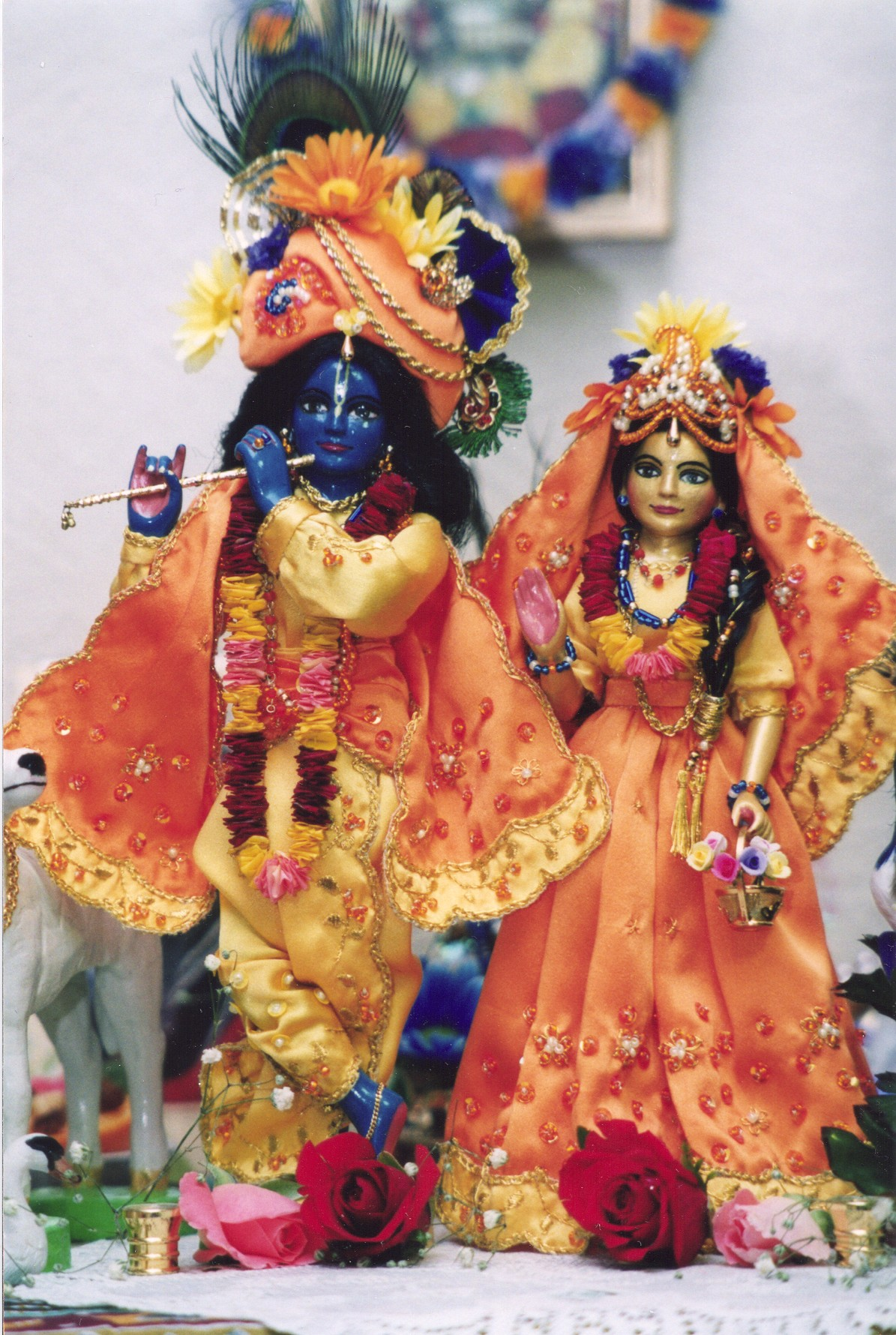
Un altare con Radha e Krishna

Il Bhakti Yoga è inizialmente descritto nel dodicesimo capitolo della Bhagavad Gita, nel quale si afferma:
(Bhagavad Gita, XII, 26)
Inoltre, sempre nella Bhagavad Gita si legge:
(Bahagavad Gita, XVIII, 55)
Secondo lo Srimad Bhagavatam esistono 9 cose da fare per praticare il Bhakti yoga:
- ricordare Dio (smaranam)
- ascoltare (sravanam)
- cantare/celebrare (kirtanam)
- servire (pada sevanam),
- adorare sull'altare (arcanam),
- provare amicizia per i devoti (sakhyam),
- pregare (vandanam),
- servire tutti con umiltà (dasyam)
- sottomettersi (atma-nivedanam).